# Le Kaddich de Reb Levi-Yitzhok
Le Kaddich de Reb Levi-Yitzhok,, est la célèbre prière du maître hassidique Levi Yitzhok de Berditchev (Berdytchiv, en ukrainien : Бердичів ou Berditchev, en russe : Бердичев, une ville de l'oblast de Jytomyr, en Ukraine), (1740-1809), connu pour ses plaidoyers pour le Peuple Juif.
La version qui suit est une traduction du poète Joseph Milbauer.

## Texte
Bonjour, Dieu tout-puissant, Maître du monde!
Moi, Lévi-Yitshok, fils de Sara, de Berditchev,
Je viens plaider devant toi la cause du peuple d'Israël.
Que veux-tu de ton peuple, que veux-tu d'Israël?
Pourquoi affliges-tu ton peuple d'Israël?
À tout propos, tu dis: "Parle aux enfants d'Israël!"
En toute occasion, tu te tournes vers les enfants d'Israël.
O notre Père, il y a tant de peuples sur la terre:
Des Perses, des Babyloniens, des Edomites.
Les Russes - que disent-ils?
Que leur empereur, c'est l'empereur.
Les Germains - que disent-ils?
Que leur empire, c'est l'empire.
Et les Anglais? Que leur empire, c'est l'empire!
Mais moi, Lévi-Yitshok, fils de Sarah, de Berditchev,
Je dis:
"Yisgadal veyiskadach Chemé rabba!"
"Que soit exalté et sanctifié le Nom glorieux!"
Et moi, Lévi-Yitshok, fils de Sarah, de Berditchev, je dis:
"Je ne bougerai pas d'ici,
Je ne quitterai pas cette place!
Il faut mettre une fin à tout cela!
Il faut que l'exil cesse!
"Yisgadal veyiskadach Chemé rabba!"

## Interprétation musicale
Paul Robeson chante ce Kadich en public, en de nombreuses occasions, en particulier à Moscou en 1958..